# Кули (порода собак)
Кули (австралийский кули, или исторический неправильный термин «немецкий кули») — австралийская пастушья порода собак. Существует в Австралии с начала XIX века, была выведена путём скрещивания импортированных из Великобритании рабочих собак.

## История происхождения
Роберт Калески в статье о собаках, пасущих крупный рогатый скот, в августовском номере журнала «Сельскохозяйственный вестник Нового Южного Уэльса» за 1903 год описывает «уэльского хилера или мерля, ошибочно известного как немецкий колли», как «собаку мраморного окраса размером и телосложением гладкошерстного колли, как правило, с голубыми или с гетерохромией глазами». Британские корни преобладавшие у этих собак, стали ошибочно ассоциироваться с названием «немецкий колли».
Предками кули были гладкошерстный блю-мерль колли (привезенный из Британии в XIX веке) и черно-подпалый колли из горной Шотландии; это были собаки того же типа, который был импортирован Томасом Холлом для создания его хилеров. Считается, что кули произошли от тех же самых колли, которые были привезены в Австралию для питомника Томаса С. Холла (создателя породы австралийский хиллер); некоторые считают, что они могут быть прямыми потомками собак Холла. Но также существует мнение, что «немецкий кули» произошел от «Немецкого тигра», привозной европейской пастушьей собаки, однако нет никаких генетических или даже случайных свидетельств, подтверждающих это утверждение.
Более правдоподобной теорией является то, что эти собаки использовались немецкими иммигрантами в Южной Австралии, которые, были неспособны правильно произнести «колли» и называли собак «кули». Также существует сильное сходство с австралийской кули и уэльским колли, еще одной разновидностью британских пастушьих собак.

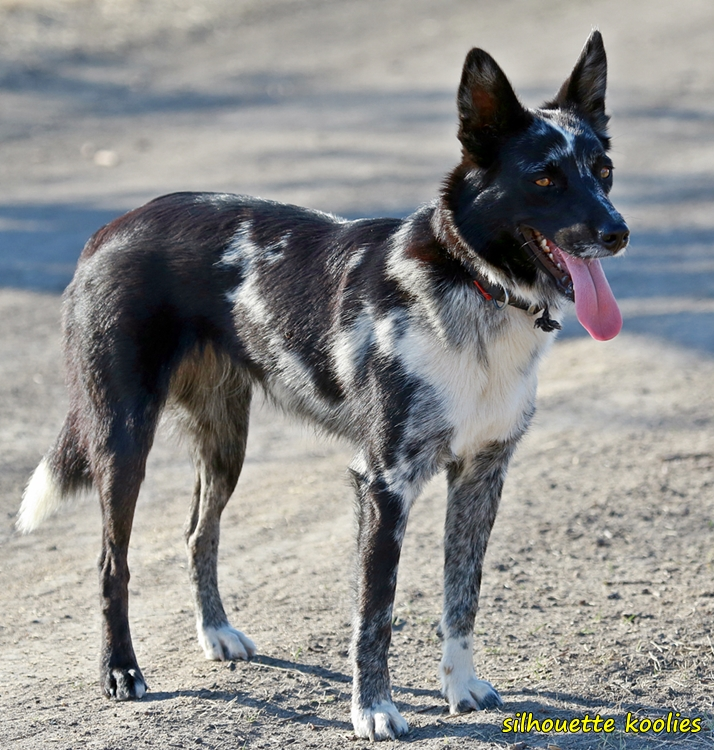
Кули окраса зачерненный мрамор

Согласно более ранним личным записям заводчиков кули, свидетельствам из дневников и фотоальбомов, кули существует уже более 160 лет. В течение индустриальной эры некоторые линии находились под влиянием келпи и бордер колли, как объяснил один из фермеров в Западной Австралии, «Мы скрещивали хороших рабочих собак, которые были под рукой, и кули не всегда можно было найти, поэтому мы обращались к следующему рабочему представителю, который был доступен, и это были или келпи, или бордера, в зависимости от региона, в котором жили и работали».

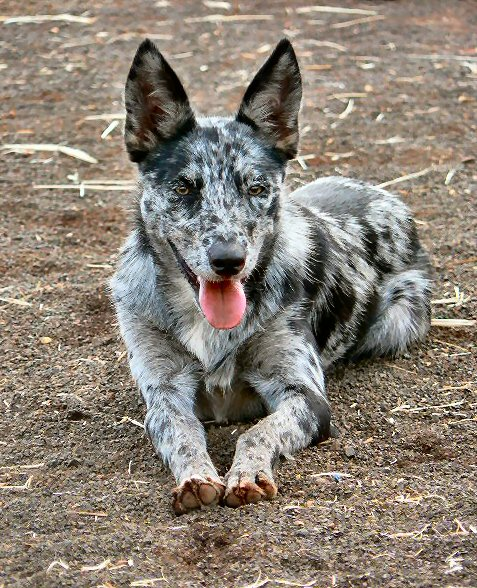
Щенок кули

В 2000 году был создан Австралийский клуб Кули для сохранения, защиты и этического продвижения породы. Клуб кули не заинтересован в принятии единого стандарта породы, и исходит из соображений сохранения генетического разнообразия для здорового будущего породы. По состоянию на (2013 г.) не существует эталонного стандарта.
В 2004 году порода кули была признана Австралийским Спортивным Регистратом, судьи Австралийского Национального Совета Собаководов (ANKC) могут судить кули во всех официальных спортивных соревнованиях по версии ANKC. В штатах Виктория, Новый Южный Уэльс и Квинсленд зарегистрированные кули могут участвовать в соревнованиях по пастьбе, послушанию, следовой работе, прыжкам и аджилити после регистрации в Спортивном реестре своего штата в качестве членов Клуба кули Австралии.
В мае 2006 года комитет Пастушьих пород Клуба породы Австралийская овчарка в США проголосовал за то, чтобы включить «кули / немецкий кули» в свой список признанных и принятых пастушьих пород, включение в список произошло в июне 2006 года. В 2006 году Американская Ассоциация Пастушьих пород приняла австралийского кули в свой список признанных и принятых пород.

## Особенности породы

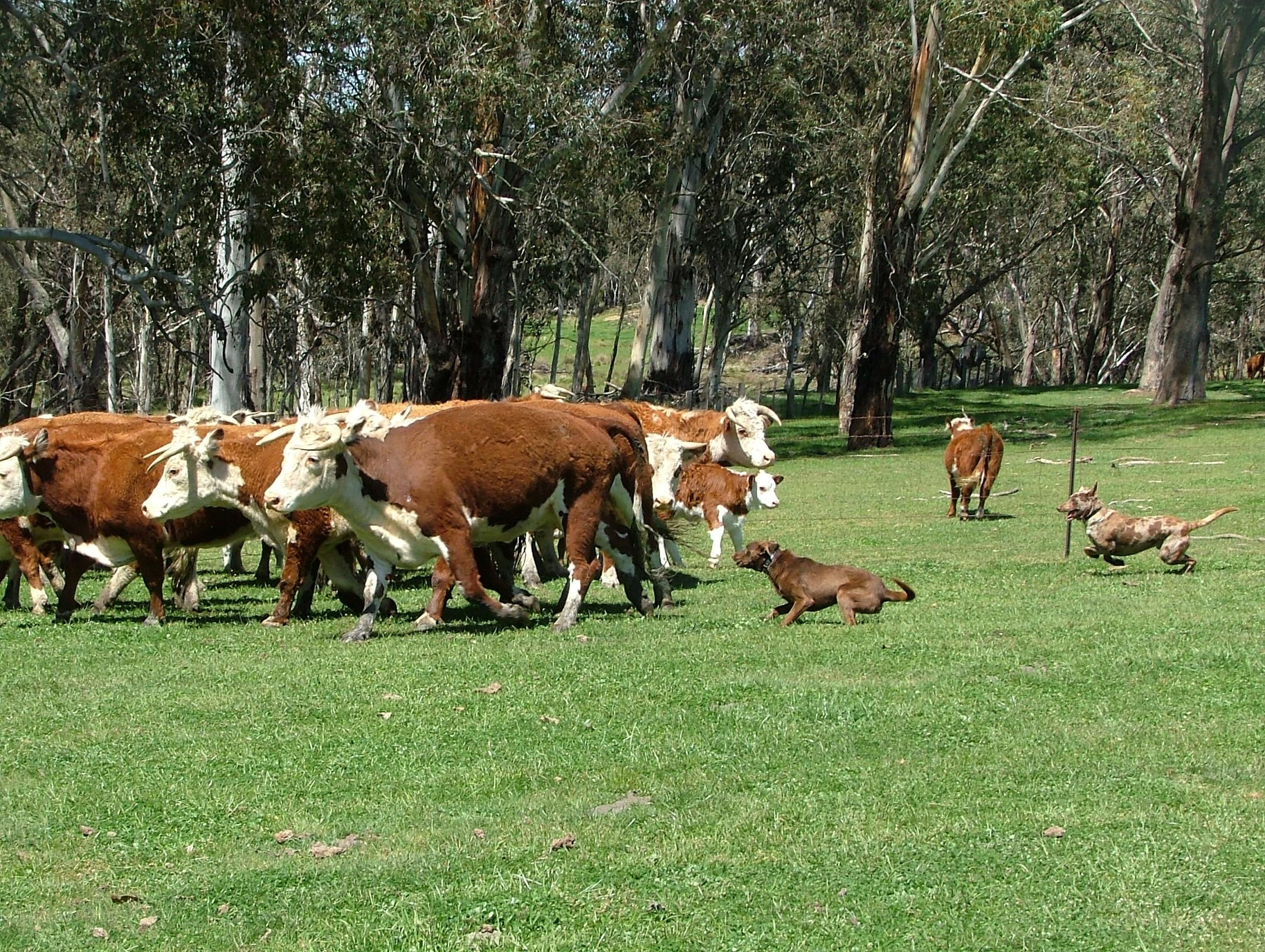
Кули работают с коровами

Существуют значительные различия в популяции кули. Критерии отбора в разведение зависят от условий использования этих собак для пастьбы в разных регионах. Австралийский клуб Кули определяет породу, основываясь на рабочих качествах, а не внешних характеристиках. Тем не менее, большинство заводчиков называют кули скорее породой, а не фенотипом. Кули — это пастушья собака, у которой есть естественный инстинкт гуртования, они известны как молчаливые, прямые, рабочие собаки. Используются для выпаса овец, а также для тихой, осторожной работы в тесных помещениях во время ягнения или для разделения стада на группы.

### Внешний вид
Кули так же разнообразны, как и страна, из которой они происходят, Австралия. На севере Квинсленда и Нового Южного Уэльса это рослые, со средними костяком и проворные собаки, разводятся для работы со скотом пород Симменталь и Брахман на дальних расстояниях. В регионе Долины Охотников и в Снежных горах Нового Южного Уэльса они более приземистые и костистые, чтобы эффективнее выгонять скот из густого кустарника и оврагов. В Виктории можно встретить самых мелких кули. Их используют для нужд скотоводства, пастьбы и помощи фермеру. Все типы кули проворные, с одинаковой способностью адаптироваться к любой ситуации, с сильным стремлением угодить человеку. Рост может варьироваться от 40 до 60 сантиметров (от 16 до 24 дюймов). Незнакомые с породой кули наблюдатели часто путают собак различных окрасов с келпи и бордер колли, так как те являются их предками и напоминают друг друга.

#### Шерсть
Длина шерсти кули может быть трех видов: короткая(как у гладкого колли), средняя(как у австралийского хиллера), реже всего встречается длинная(как у длинношерстного бордер колли). Большинство заводчиков и владельцев предпочитают коротко или средне-шерстные разновидности, так как они требуют меньше ухода, не цепляют на себя семена растений, меньше пачкаются и не нуждаются в дополнительном грумминге, кроме периодического мытья.

#### Окрас

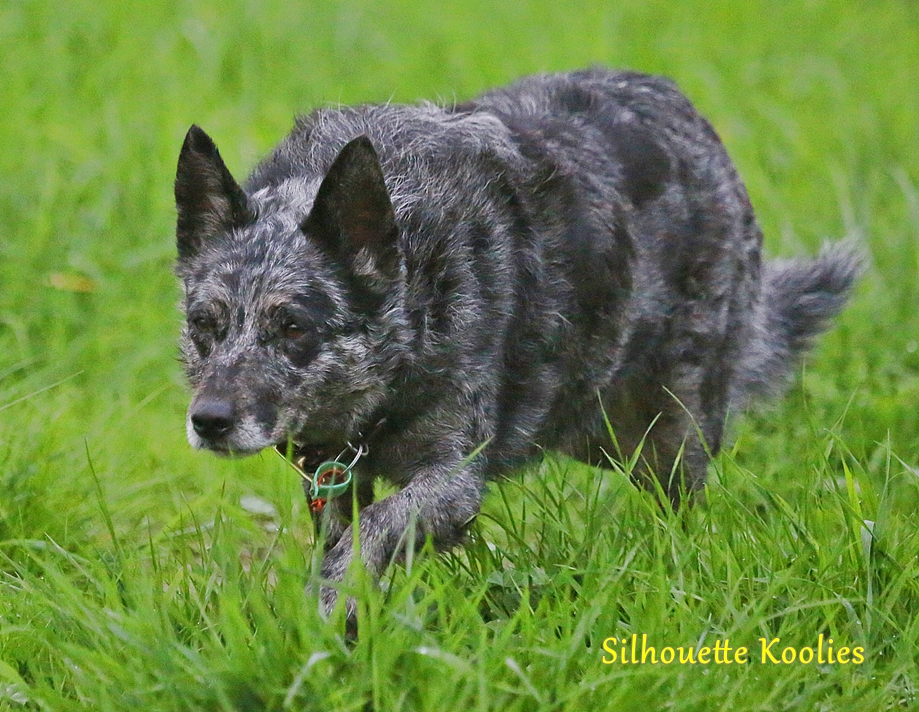
Кули окраса блю-мерль

Кули могут одноцветные (чёрные, коричневые или скрытого мраморного окраса без внешний проявлений пятен), двуцветные (чёрно-белые, коричнево-белые), триколорные (основной цвет чёрный или коричневый c белыми отметинами и рыжим подпалом), мраморные (синий или красный мрамор с подпалом или без). Собаки с доминирующим чёрным цветом, как правило, будут иметь чёрную пигментацию мочки носа и вокруг глаз, чёрные или чёрно-коричневые глаза. Собаки коричневых окрасов имеют шоколадную мочку носа и обводку глаз, карие или жёлтые глаза. Во всех окрасах, чаще всего в разновидностях мрамора, допустимы голубые или с голубыми секторами (гетерохромией) глаза. Также встречаются осветлённые виды перечисленных окрасов (дилютные), собак с подозрением на такой окрас не следует вязать между собой. Чтобы избежать недоразумений, осветлённых собак лучше генетически тестировать на предмет наличия генов дилюта.

### Темперамент
С давних дней пастухи, скотоводы и молочные фермеры по всей Австралии выбирают в помощники породы, которые демонстрируют способности, необходимые для удовлетворения их рабочих потребностей. Характер кули является комбинацией этих столь востребованных способностей. Оптимальная пастушья собака обладает сочетанием рабочих навыков и желанием сотрудничать.

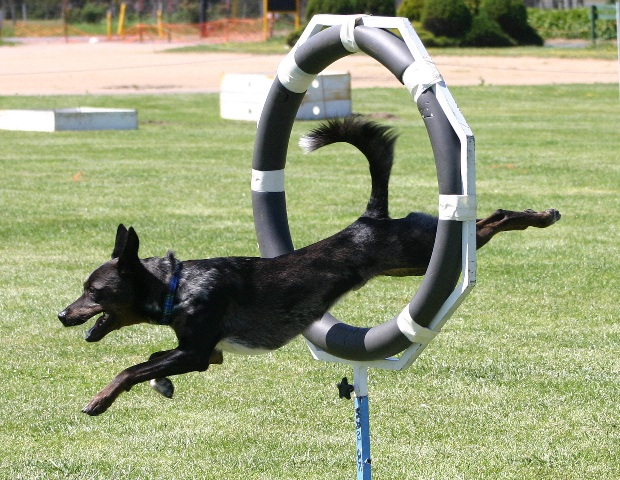
Кули на трассе аджилити

Бывают случаи, когда новоиспеченный владелец собаки или непосвещенный энтузиаст ошибочно принимают кули за застенчивого, сдержанного или даже робкого зверя. Характер кули необходимо понимать в правильном контексте, когда кто-то ищет оптимальное сочетание навыков и поведения. Кули — умные животные, и самые опытные хендлеры хорошо знают, что им нужно руководство в обучении. Устойчивый и поддерживающий подход будет продуктивным, раскрывая способность кули адаптироваться к различным ситуациям, когда у него есть время.

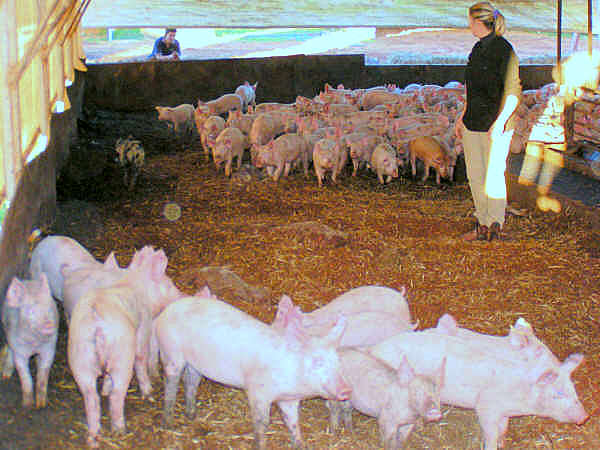
Кули помогает сортировать свиней

Владельцы будут вознаграждены усердием кули в различных ролях: в работе со скотом, спорте, лояльной службе или проверенной временем роли компаньона. Кули известны своим умеренным и терпеливым характером, это преданные собаки с большим желанием взаимодействовать человеком. Кули редко бывают агрессивны, но могут проявлять защитно-оборонительную реакцию. Они проявляют неутомимый энтузиазм к работе и замечательную выносливость, когда этого требует работа или обстоятельства.

## Использование

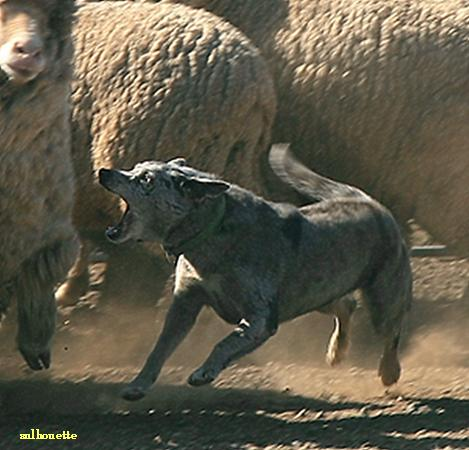
Кули блокирует стадо овец

Кули очень популярны в сельской Австралии, и в настоящее время начинают распространяться в Америке, Канаде, Германии, Финляндии, Новой Зеландии, Швейцарии и Голландии. Они относятся к группе пастушьих пород собирающего стиля. По словам Джеффа Бротона, бывшего президента Австралийского клуба кули, кули хорошо управляют стадом при перемещении его на пастуха находясь как во главе стада, так и подгоняя его сзади, также они хорошо грунтуют стадо двигаясь вокруг овец, могут удерживать и блокировать стадо, и даже запрыгивать на спины овец, чтобы загнать их, если необходимо. Кули имеют репутацию честных рабочих собак с хорошим «взглядом», которые могут легко переключить свое внимание с удержания отары на гуртование или сбор отбившихся овец. Им не свойственен «липкий взгляд» (фокус только на овцах спереди). В отличие от других рабочих пород, которые известны стилем пастьбы специализирующемся либо на работе в маленьких пространствах или же наоборот на больших открытых полях, кули спокойно работают в закрытых помещениях, таких как дворы или грузовики, и хорошо справляются со стадом на больших расстояниях. Помимо работы с любыми животными, от уток до быков, как и любая пастушья собака, они могут запасать членов семьи и детей при отсутствии необходимых физических и умственных нагрузок.
Силу врожденного инстинкта и обучаемость проверяют на тестировании пастушьего инстинкта, участие в котором не требует соревновательной подготовки и лишь подтверждает наличие природных данных у собаки. Представители породы с сильным инстинктом затем могут быть подготовлены для участия в испытаниях и соревнованиях по пастьбе.

## Здоровье
Средняя продолжительность жизни кули —18 лет. Эта порода обладает большим генетическим разнообразием, что делает ее более свободной от генетических заболеваний, свойственных большинству признанных пород. Однако ген мраморного окраса, особенно при вязках мерля с мерлем может давать глухих и/или слепых щенков с генами дабл-мерль. Поэтому не рекомендуется вязать двух мраморных собак, предпочтительное сочетание двух или трех цветная собака сплошного окраса в паре с мраморной.